# J.D. Sumner
John Daniel Sumner (ur. 19 listopada 1924 w Lakeland, zm. 16 listopada 1998 w Myrtle Beach
) – amerykański piosenkarz gospel, twórca piosenek.
W latach 1971-1977 członek razem z kwartetem stamps zespołu TCB Elvisa Presleya.